# Polkovnik (SFRJ)

Polkovnik (srbohrvaško: Pukovnik) je bil višji častniški vojaški čin Jugoslovanske ljudske armade, ki je bil v uporabi v Kopenski vojski in Jugoslovanskem vojnem letalstvu.
V Jugoslovanski vojni mornarici mu je ustrezal čin kapitana bojne ladje, v trenutni Natovi shemi činov (STANAG 2116) ustreza razredu OF-6 in v Slovenski vojski mu ustreza čin polkovnika.